# Caracara Uatara
Caracara Uatara (em diúla: Karakara Wattara; em francês: Caracara/Karakara Ouattara) foi nobre africano mandinga do século XIX, fagama de Congue. Talvez sucedeu Bacari Uatara. Se sabe que fez raides contra os diãs, gãs e dagaris na região de Gaua nos anos 1850. Talvez foi sucedido por Dabila Uatara.